# Higher Education Academy
Die Higher Education Academy (kurz HEA) war ein britischer Berufsstandsverband zur Exzellenzförderung in der höheren Bildung. Die HEA förderte die Evidenzbasierte Pädagogik und Didaktik und war zudem für die berufliche Anerkennung und Qualifikation von Hochschullehrern durch die Vergabe von Mitgliedschaften (engl. Fellowships) zuständig. Am 21. März 2018 wurden die HEA, die Leadership Foundation und die Equality Challenge Unit unter dem Namen Advance HE zusammengeschlossen. Der Zusammenschluss ging aus dem Bell Reviews hervor, der empfahl, eine zentrale Stelle mit Zuständigkeit für die Resorts Gleichberechtigung, Lernen/Lehren und Leitung/Führung im Hochschulwesen zu schaffen. Die HEA hatte zuvor ihren Standort im York Science Park in Heslington. Die Aufgaben der HEA wurden von Advance HE übernommen, die auch weiterhin das HEA-Mitgliedschaftsverfahren betreibt.

## HEA-Mitgliedschaft und berufliche Anerkennung
Die HEA betreibt ein berufliches Anerkennungsverfahren (jetzt unter Aufsicht von Advance HE) für Hochschullehrer, die nachgewiesen haben, dass sie bestimmte Kompetenzen erreichen und ihre Lehrpraxis weiterhin im Einklang mit dem UK Professional Standards Framework (kurz UKPSF) steht. Das Verfahren zielt sowohl auf die Exzellenzförderung in der Lehre als auch auf die Schaffung einer international anerkannten, zwischen Institutionen transferierbaren Qualifikation für Hochschullehrer ab. Die HEA-Mitgliedschaft wird auf vier Ebenen verliehen:
- AFHEA – Associate Fellow of the Higher Education Academy
- FHEA – Fellow of the Higher Education Academy
- SFHEA – Senior Fellow of the Higher Education Academy
- PFHEA – Principal Fellow of the Higher Education Academy

Die Associate Fellowship dient zum Beleg der Mindestkompetenzen, die von allen Lehrbeauftragten erwartet werden können. Eine Fellowship belegt Kompetenzen auf dem Niveau, wie sie normalerweise für einen regulären akademischen Posten in der Lehre zu erwarten sind. Zur Erlangung dieser zwei Mitgliedschaftsebenen muss entweder ein Portfolio zur Prüfung eingereicht werden oder ein anerkannter postgradualer Studiengang (zum Beispiel das Postgraduate Certificate in Higher Education) erfolgreich absolviert werden, wobei letzteres oft auch die Prüfung eines Portfolios beinhaltet. Die Portfolios setzen sich unter anderem zusammen aus: mehreren pädagogischen Fallstudien, reflektiven Einträgen zu pädagogischen und didaktischen Aktivitäten und Fortbildungen, sowie unterstützenden Referenzen von mindestens zwei Kollegen, die die Aktivitäten und Kompetenzen des Bewerbers bestätigen und beurteilen sollen. Die zwei höheren Mitgliedschaftsebenen Senior bzw. Principal Fellowship belegen erbrachte Leistungen und Kompetenzen auf dem Niveau ausgeprägter Leitungs- und Führungsleistungen in der institutionellen und institutionsüberschreitenden Exzellenzförderung in der Lehre. Diese werden ausschließlich auf der Basis von zur Prüfung eingereichten Portfolios verliehen.